# Taj Hotels Resorts and Palaces

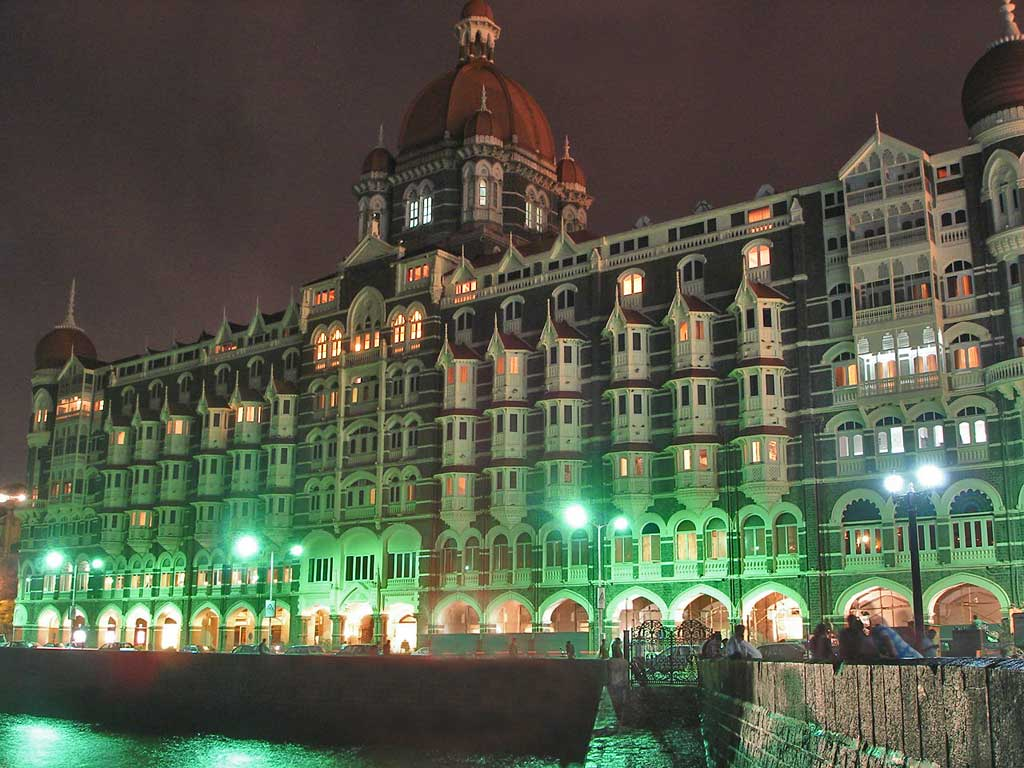
Taj Mahal Palace & Tower (Mumbai)

Taj Hotels Resorts and Palaces ist eine indische internationale Hotelkette mit Sitz in Mumbai, Bundesstaat Maharashtra. Taj ist ein Unternehmensbereich des indischen Tata-Konzerns.
Die Geschichte des Unternehmens begann mit der Eröffnung des Taj Mahal Palace & Tower Hotel in Mumbai im Jahr 1903, das noch heute zu Taj gehört. Taj unterhält 93 Luxushotels respektive Resorts der gehobenen Klasse: 77 in Indien, 16 im Ausland (Bhutan, Sri Lanka, Malediven, Malaysia, Australien, Großbritannien, den Vereinigten Staaten, im Nahen Osten und in Afrika).
Des Weiteren gehören seit 2007 zwei Geschäftsflugzeuge des Typs Dassault Falcon 2000 der TajAir. Weitere Geschäftsfelder sind TajSATS (Catering für Fluggesellschaften mit derzeit 26 Kunden) und Inditravel (Reiseveranstalter mit Sitz in Mumbai, gegründet 2002).

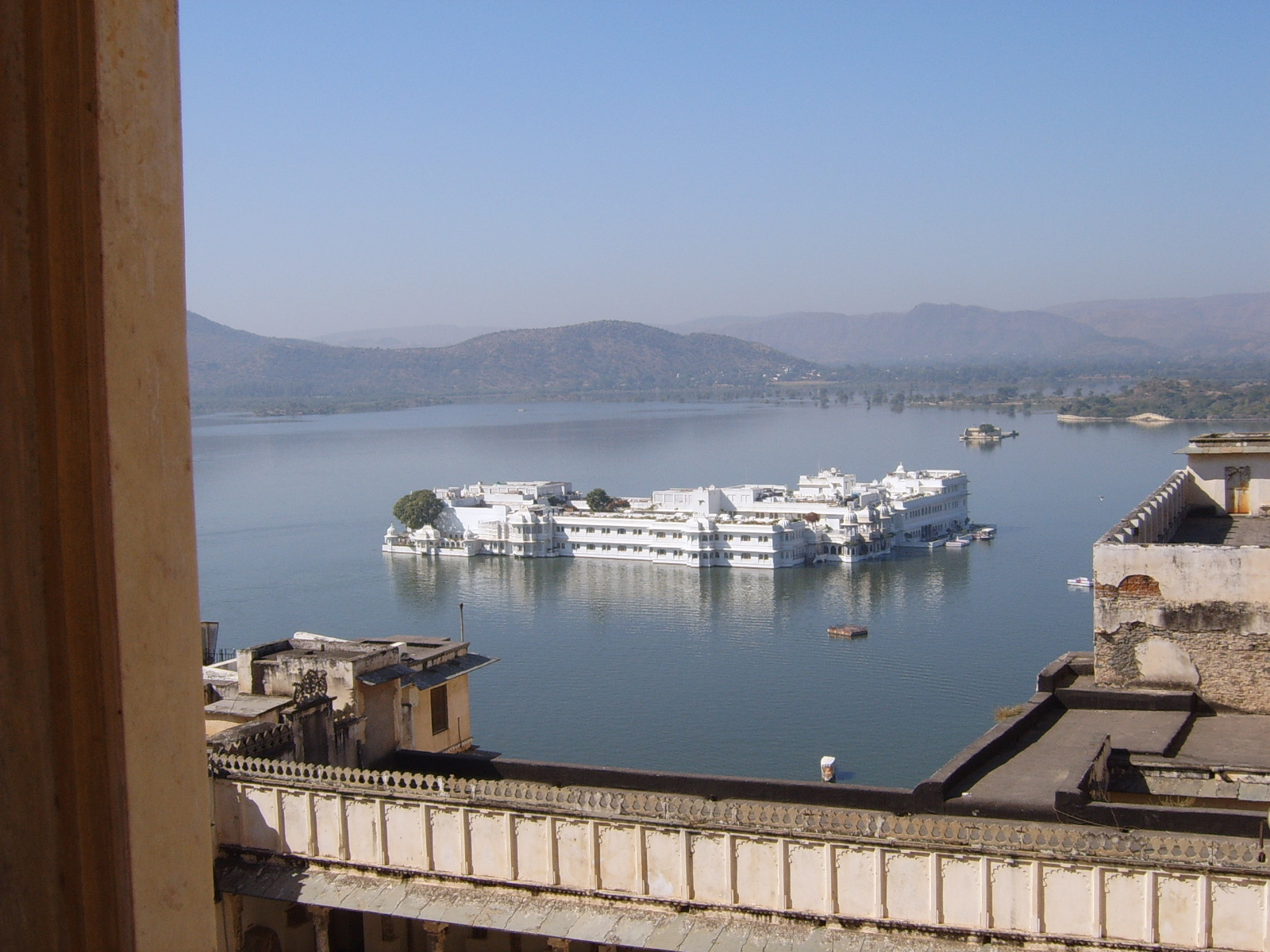
Taj Lake Palace im Pichhola-See, Udaipur (Rajasthan)

Das Loyalitätsprogramm heißt The Taj InnerCircle.

## Auszeichnungen
- American Academy of Hospitality Sciences Five Star Diamond Award 2003 – Taj London
- World Hotel Award 2006 – Taj Palace Hotel Dubai
- World Hotel Award 2006 – Taj Exotica Resort &  Spa Mauritius